# Cannibal Corpse

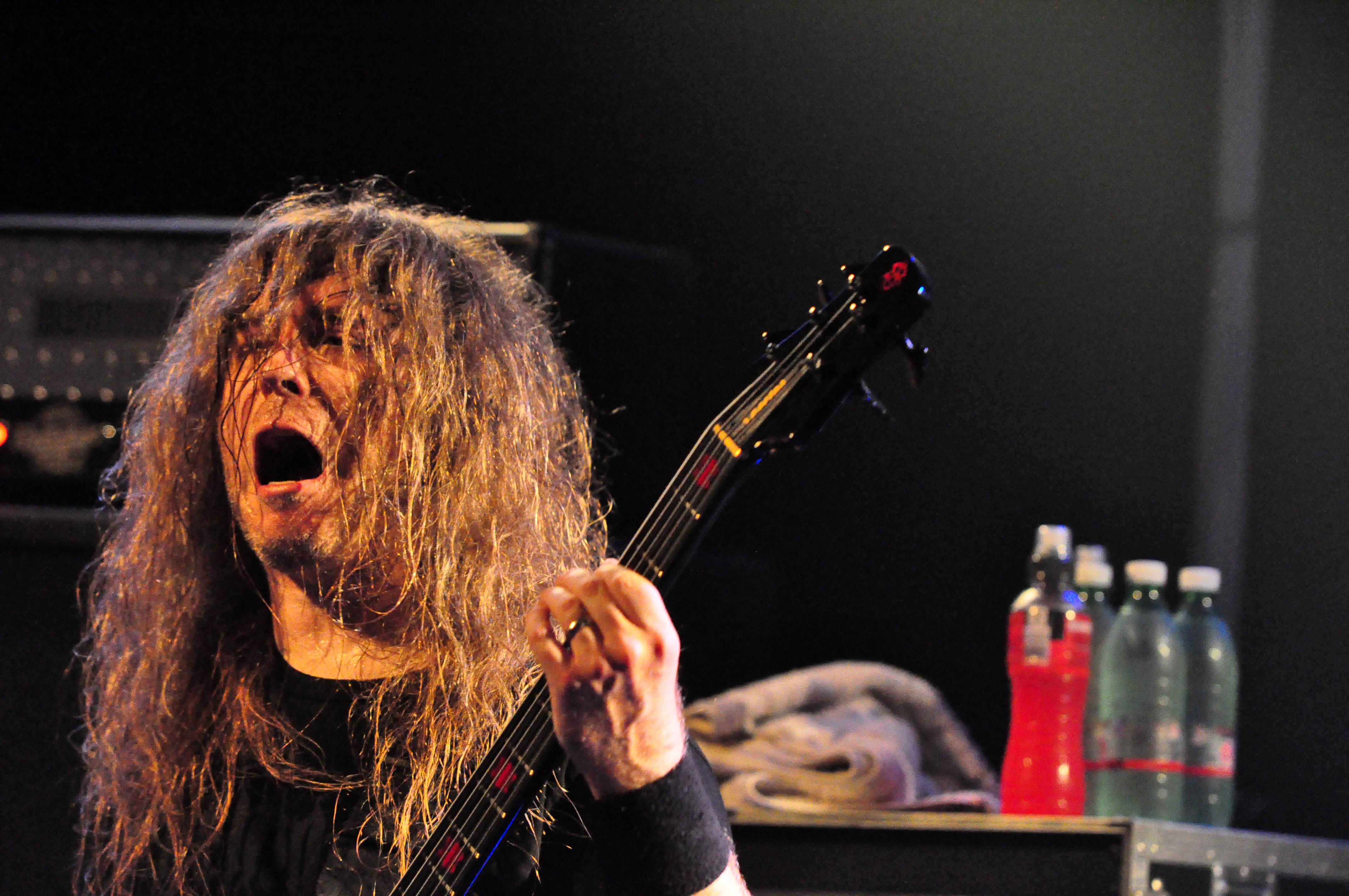
Alex Webster in Rostock (2012)

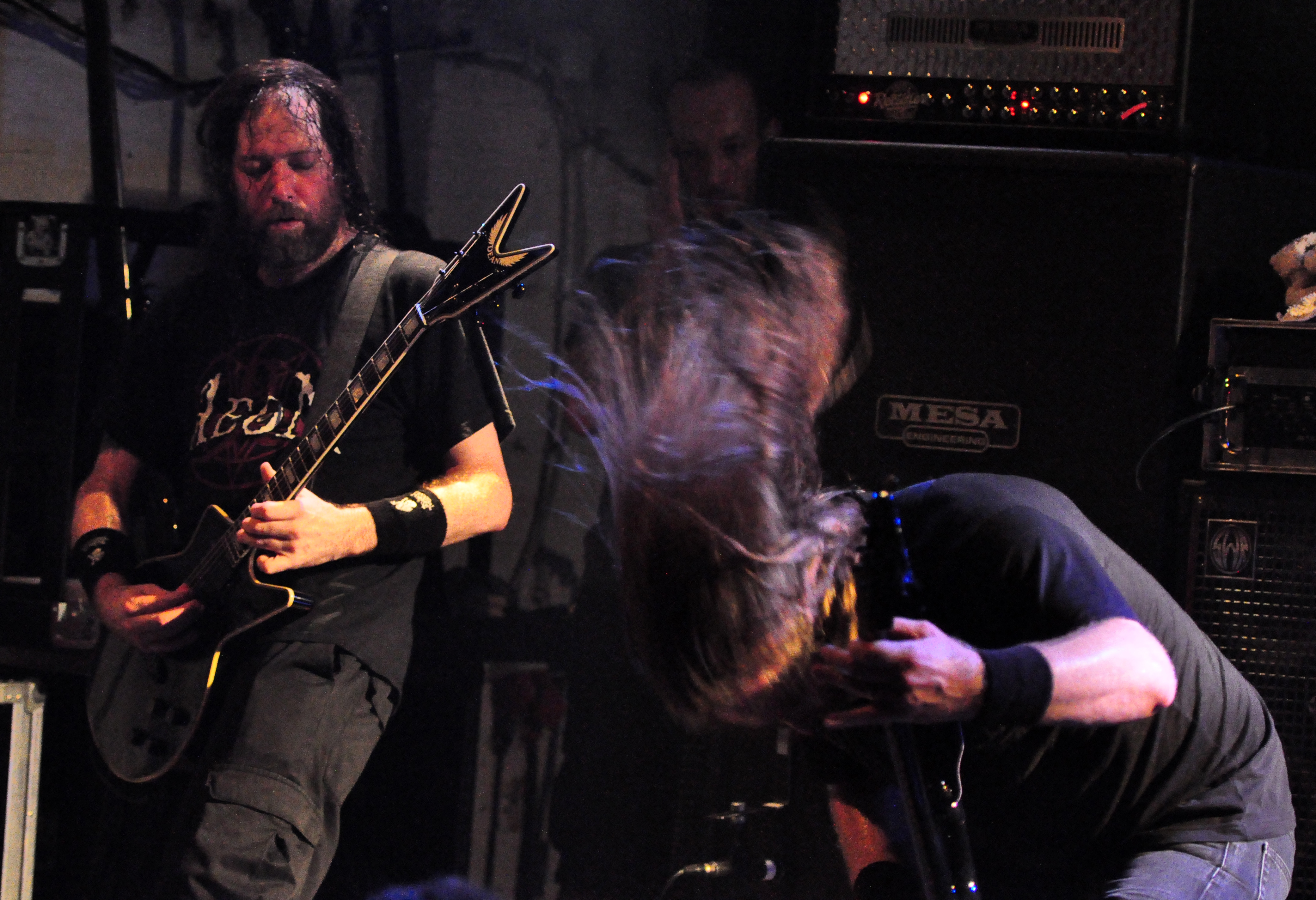
Rob Barrett (links) und Alex Webster (rechts), 2012

Cannibal Corpse ist eine US-amerikanische Death-Metal-Band.

## Geschichte
Cannibal Corpse wurde 1988 von Paul Mazurkiewicz (Schlagzeug), Alex Webster (Bass), Chris Barnes (Gesang), Bob Rusay (E-Gitarre) und Jack Owen (E-Gitarre) in Buffalo im US-Bundesstaat New York gegründet. Seit 1989 stehen Cannibal Corpse bei Metal Blade Records unter Vertrag.
Seit dem Debütalbum Eaten Back to Life versuchten US-Politiker wie Tipper Gore, Joe Lieberman oder Bob Dole, die Musik und Konzerte zu verbieten. In Australien, Neuseeland und Korea waren Cannibal Corpse lange Zeit komplett verboten. In Deutschland sind die ersten drei Alben, die Alben Evisceration Plague und Torture sowie die EPs Hammer Smashed Face und Worm Infested indiziert. Gegen Butchered at Birth besteht ein Beschlagnahmebeschluss nach § 131 StGB und § 184 StGB des AG Stuttgart vom 3. März 1994 Tonträger, Cover und Werbematerial betreffend. Die Initiative des Indizierungsverfahrens ging dabei von der Lehrerin Christa Jenal aus. Nachdem Bassist Alex Webster in Interviews zugab, dass indizierte Titel live gespielt, aber nicht angesagt werden, erstattete die Saarländerin Strafanzeige gegen ihn.
Auch infolgedessen wurden fast alle Alben ab Tomb of the Mutilated mit zwei unterschiedlichen Covern veröffentlicht, um einer Indizierung in Deutschland beziehungsweise einem Verbot in anderen Ländern zu entgehen. Der Zeichner heißt Vincent Locke; von ihm stammen Albumcover, T-Shirt-Motive und ein Comic zu dem Lied Unleashing the Bloodthirsty, welcher der limitierten Edition des Albums The Wretched Spawn beigelegt ist.
Im Jahr 1993 traten sie für den Film Ace Ventura – Ein tierischer Detektiv mit Jim Carrey auf. Gemäß Schlagzeuger Paul Mazurkiewicz wurde die Band auf Wunsch von Jim Carrey zu den Dreharbeiten eingeladen. Zunächst lehnten die Musiker das Angebot ab, da sie am geplanten Drehtermin auf Europatournee waren. Daraufhin wurde der Drehplan angepasst.
Nach dem Album The Bleeding verließ Chris Barnes Cannibal Corpse und widmete sich nun vollkommen seinem Nebenprojekt Six Feet Under. Seinen Platz übernahm George Fisher, der vorher bei der Band Monstrosity für den Gesang zuständig war. Mit ihm wurde unter anderem das Album Vile aufgenommen, das sich als erstes Death-Metal-Album in den Billboard-Album-Charts platzieren konnte.
Im Jahr 1997 verließ Rob Barett die Band und wurde von Pat O’Brien ersetzt, der zuvor bei der Band Nevermore gespielt hatte. Nach The Wretched Spawn verließ Jack Owen überraschend die Band, um bei der Death-Metal-Band Deicide einzusteigen. Erst am 11. Dezember 2005 gab die Band offiziell den Namen seines Nachfolgers bekannt: Gitarrist Rob Barrett, der schon von 1993 bis 1997 auf den Alben The Bleeding und Vile zu hören war.
Kill ist der Name des zehnten Studioalbums, das am 31. März 2006, zwei Wochen nach dem internationalen Veröffentlichungsdatum, in Deutschland erschien.
Im Jahr 2007 spielten Cannibal Corpse auf dem Wacken Open Air in Deutschland.
Am 30. Januar 2009 veröffentlichte die Band ihr elftes Studioalbum Evisceration Plague in Deutschland.
Nach drei Jahren Pause veröffentlichte die Band am 9. März 2012 ihr neues und mittlerweile zwölftes Studioalbum Torture. In Deutschland gab es ein entschärftes Coverartwork, und im Booklet sind aus Jugendschutzgründen keine Songtexte enthalten.
Das dreizehnte Studioalbum der Band mit dem Titel A Skeletal Domain erschien in Deutschland am 12. September 2014.
Nachdem das Haus des Leadgitarristen Pat O’Brien am 10. Dezember 2018 in Brand geraten war, brach dieser wenig später bewaffnet in ein Haus ein. Zeugen berichteten, dass O’Brien sich zuvor noch in der Nähe seines Hauses befand und unter Drogeneinfluss wirre Dinge rief. Er griff eine Frau an und bedrohte hinzugezogene Polizisten mit einem Messer, woraufhin er mit einem Elektroschocker ruhiggestellt werden musste. Der Hausbrand gefährdete das Feuerwehrpersonal, da in dem Haus mehrere Dutzend Feuerwaffen gelagert wurden. Er wurde wegen Einbruchs und des Richtens einer Waffe auf Polizisten festgenommen. Am 16. März 2021 wurde O’Brien zu fünf Jahren Haft auf Bewährung, 150 Stunden gemeinnütziger Arbeit und knapp 24000 Dollar Geldstrafe verurteilt. Zusätzlich muss er sich regelmäßigen Drogentests unterziehen und bei Bedarf psychiatrische Beratung in Anspruch nehmen.
Im Februar 2021 wurde bekanntgegeben, dass Erik Rutan als neuer Gitarrist bei Cannibal Corpse in Erscheinung tritt.

## Stil
Stilistische Merkmale der Band sind komplexe Liedstrukturen, unvermittelte Tempo- und Taktwechsel. Das Schlagzeugspiel ist geprägt von schnellen Blastbeats und aggressiven Grooves auf mittlerem Tempo. Neben den tiefen Gitarrenriffs und den teils mehrstimmigen Gitarrensoli ist der Bass sehr präsent, was nicht zuletzt an der virtuosen Spielweise von Alex Webster liegt, auch Basssoli werden in den Stücken verwendet. Der Gesang besteht meistens aus dem tiefen Growling, manchmal werden aber auch hohe Schreie eingesetzt. Die Thematik ihrer Lieder beschäftigt sich mit Horror, Mord und Gore. Aufgrund ihrer aggressiven Texte sind Auftritte und Alben der Band in mehreren Ländern zum Teil oder komplett verboten.

## Diskografie
Studioalben

| Jahr | Titel Musiklabel                  | Höchstplatzierung, Gesamtwochen, AuszeichnungChartplatzierungen (Jahr, Titel, Musiklabel, Platzierungen, Wochen, Auszeichnungen, Anmerkungen) | Höchstplatzierung, Gesamtwochen, AuszeichnungChartplatzierungen (Jahr, Titel, Musiklabel, Platzierungen, Wochen, Auszeichnungen, Anmerkungen) | Höchstplatzierung, Gesamtwochen, AuszeichnungChartplatzierungen (Jahr, Titel, Musiklabel, Platzierungen, Wochen, Auszeichnungen, Anmerkungen) | Höchstplatzierung, Gesamtwochen, AuszeichnungChartplatzierungen (Jahr, Titel, Musiklabel, Platzierungen, Wochen, Auszeichnungen, Anmerkungen) | Höchstplatzierung, Gesamtwochen, AuszeichnungChartplatzierungen (Jahr, Titel, Musiklabel, Platzierungen, Wochen, Auszeichnungen, Anmerkungen) | Anmerkungen                                                         |
| Jahr | Titel Musiklabel                  | DE | AT | CH | UK | US | Anmerkungen                                                         |
| ---- | --------------------------------- | --- | --- | --- | --- | --- | ------------------------------------------------------------------- |
| 1990 | Eaten Back to Life Metal Blade    | — | — | — | — | — | Erstveröffentlichung: 17. August 1990 DE: indiziert                 |
| 1991 | Butchered at Birth Metal Blade    | — | — | — | — | — | Erstveröffentlichung: 1. Juli 1991 DE: indiziert und beschlagnahmt  |
| 1992 | Tomb of the Mutilated Metal Blade | — | — | — | — | — | Erstveröffentlichung: 22. September 1992 DE: indiziert              |
| 1994 | The Bleeding Metal Blade          | — | — | — | — | — | Erstveröffentlichung: 12. April 1994                                |
| 1996 | Vile Metal Blade                  | — | — | — | — | US151 (1 Wo.)US | Erstveröffentlichung: 21. Mai 1996 DE: indiziert und beschlagnahmt  |
| 1998 | Gallery of Suicide Metal Blade    | — | — | — | — | — | Erstveröffentlichung: 21. April 1998                                |
| 1999 | Bloodthirst Metal Blade           | — | — | — | — | — | Erstveröffentlichung: 19. Oktober 1999                              |
| 2002 | Gore Obsessed Metal Blade         | DE71 (1 Wo.)DE | — | — | — | — | Erstveröffentlichung: 26. Februar 2002                              |
| 2004 | The Wretched Spawn Metal Blade    | DE74 (1 Wo.)DE | — | — | — | — | Erstveröffentlichung: 24. Februar 2004                              |
| 2006 | Kill Metal Blade                  | DE59 (1 Wo.)DE | — | — | — | US170 (1 Wo.)US | Erstveröffentlichung: 21. März 2006                                 |
| 2009 | Evisceration Plague Metal Blade   | DE42 (1 Wo.)DE | AT41 (2 Wo.)AT | — | — | US66 (2 Wo.)US | Erstveröffentlichung: 3. Februar 2009 DE: indiziert                 |
| 2012 | Torture Metal Blade               | DE40 (1 Wo.)DE | AT40 (1 Wo.)AT | CH72 (1 Wo.)CH | — | US38 (2 Wo.)US | Erstveröffentlichung: 13. März 2012 DE: indiziert und beschlagnahmt |
| 2014 | A Skeletal Domain Metal Blade     | DE21 (2 Wo.)DE | AT28 (1 Wo.)AT | CH50 (1 Wo.)CH | — | US32 (2 Wo.)US | Erstveröffentlichung: 16. September 2014                            |
| 2017 | Red Before Black Metal Blade      | DE16 (2 Wo.)DE | AT29 (1 Wo.)AT | CH29 (1 Wo.)CH | — | US95 (1 Wo.)US | Erstveröffentlichung: 7. November 2017                              |
| 2021 | Violence Unimagined Metal Blade   | DE6 (1 Wo.)DE | AT5 (1 Wo.)AT | CH7 (1 Wo.)CH | UK81 (1 Wo.)UK | US45 (1 Wo.)US | Erstveröffentlichung: 16. April 2021                                |
| 2023 | Chaos Horrific Metal Blade        | DE6 (1 Wo.)DE | AT13 (1 Wo.)AT | CH10 (1 Wo.)CH | — | US142 (1 Wo.)US | Erstveröffentlichung: 22. September 2023                            |

## Galerie

Cannibal Corpse, Line-Up beim Rockharz Open Air 2018
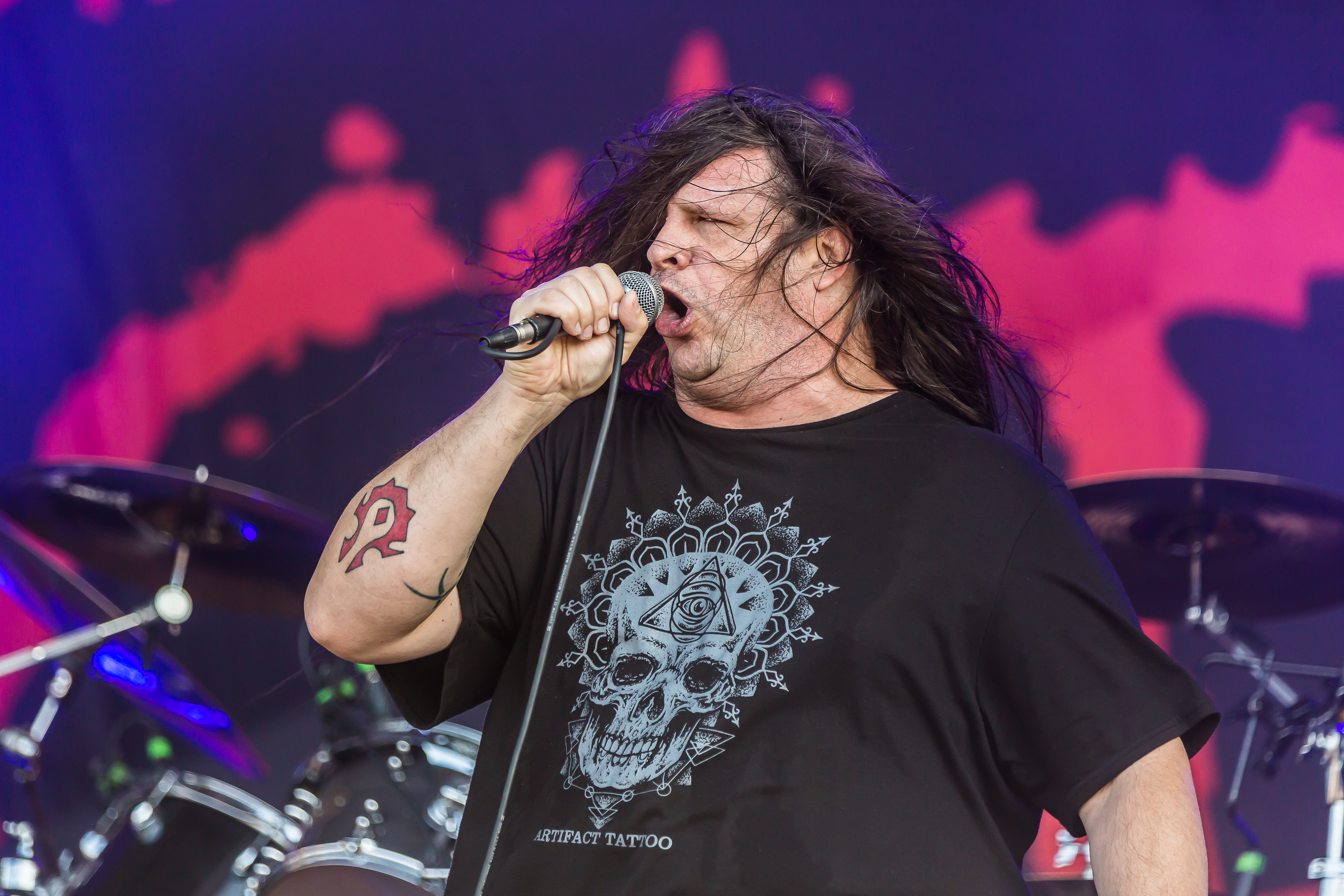
Sänger George „Corpsegrinder“ Fisher
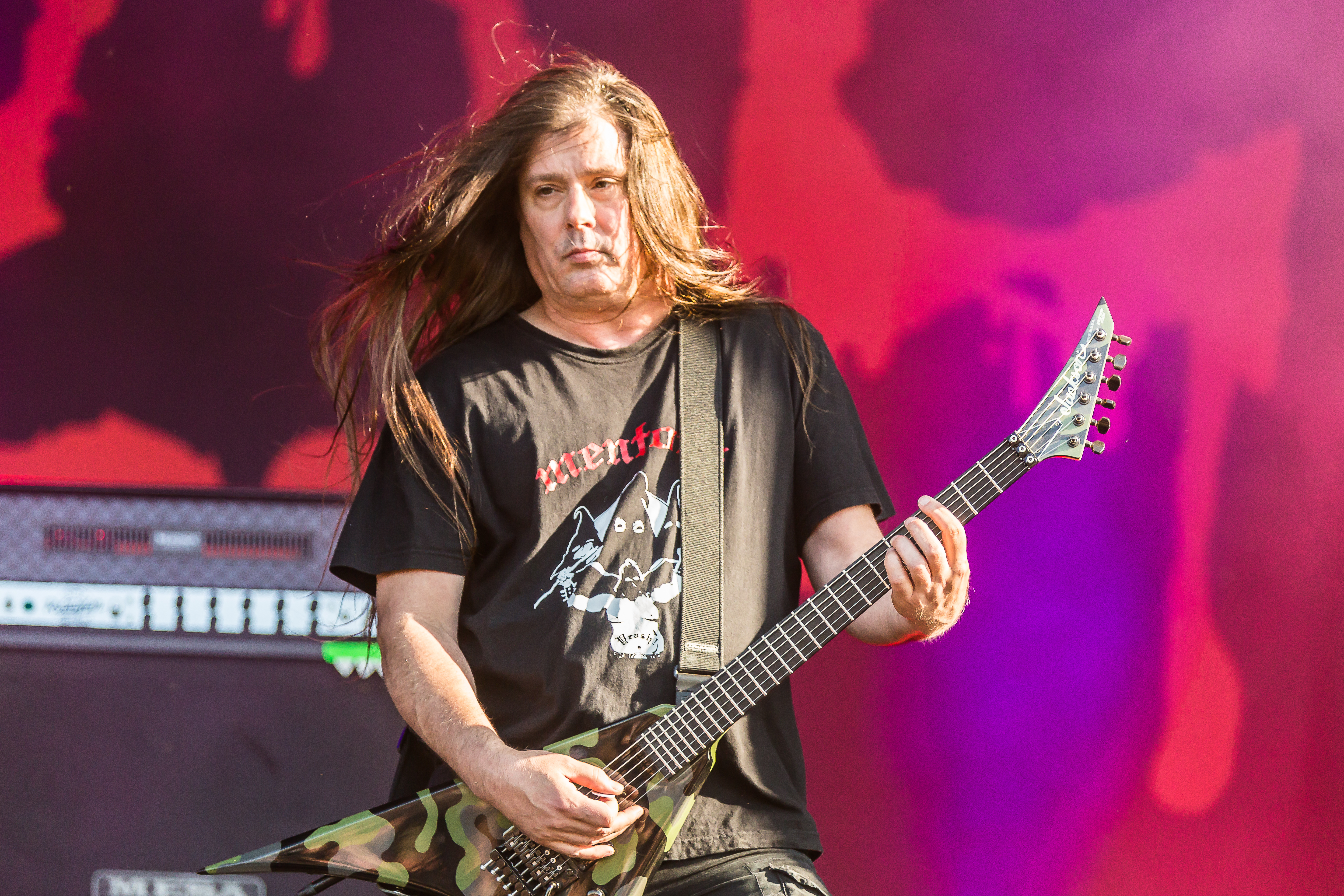
Lead-Gitarrist Pat O’Brien
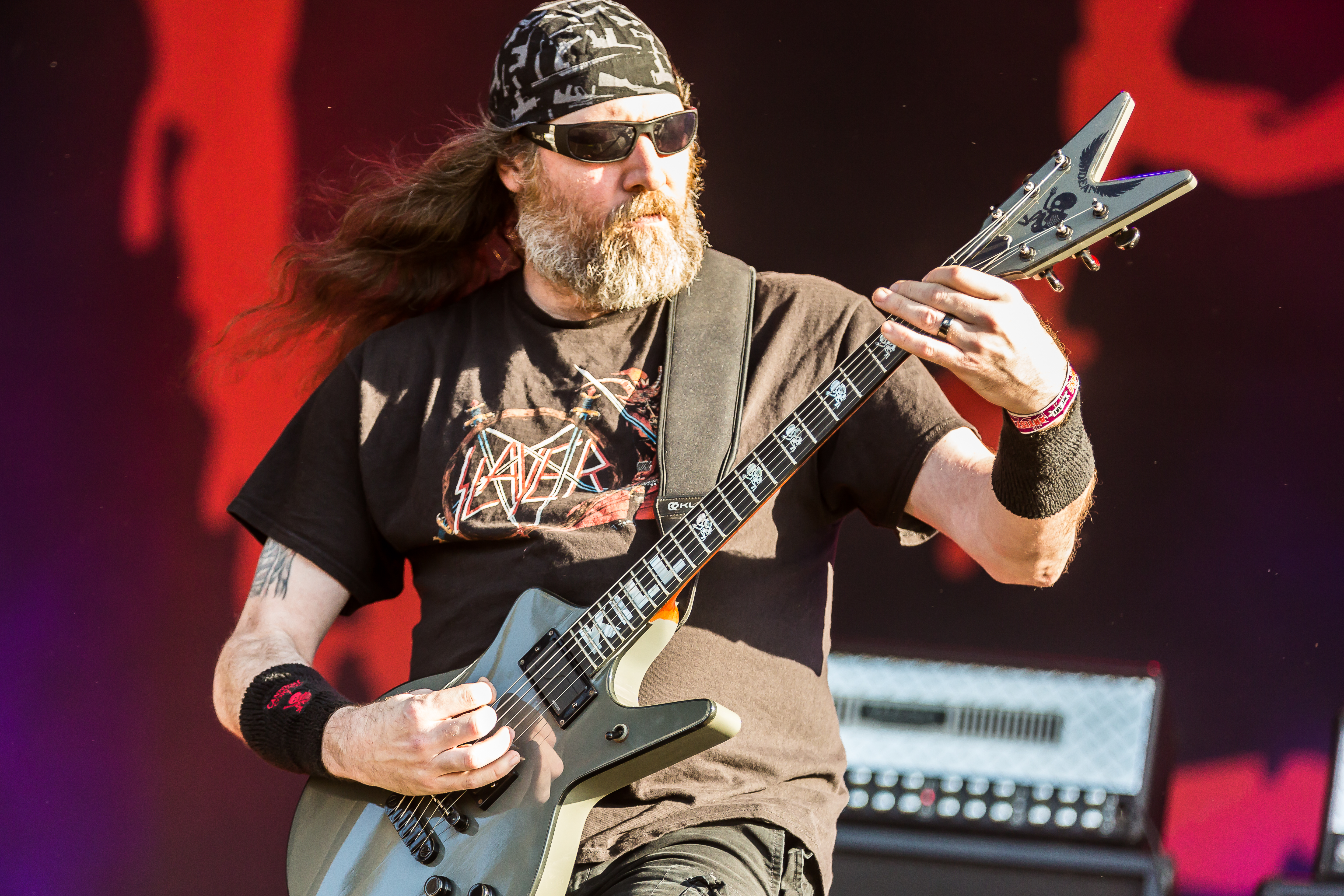
Rhythmus-Gitarrist Rob Barrett
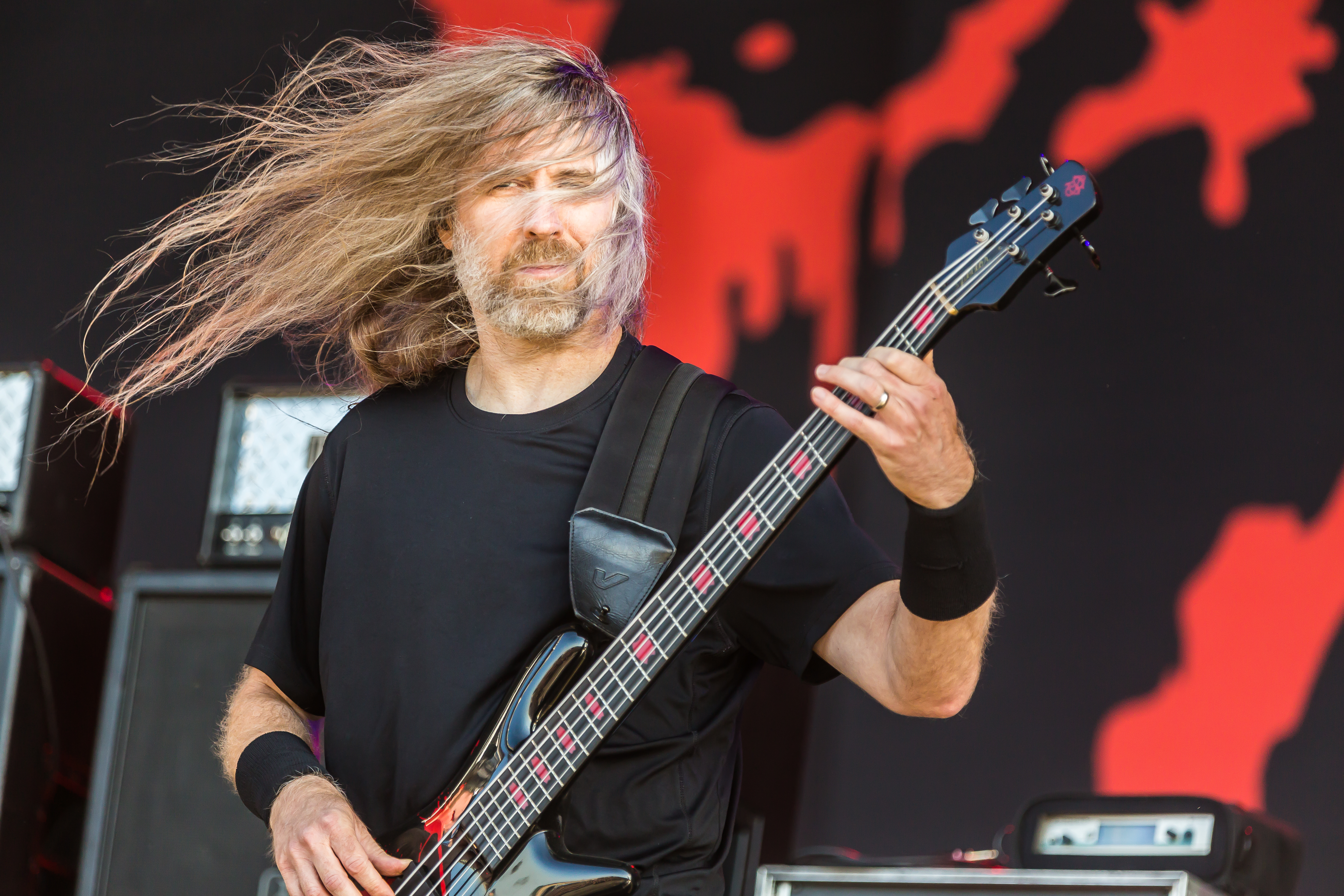
Bassist Alex Webster
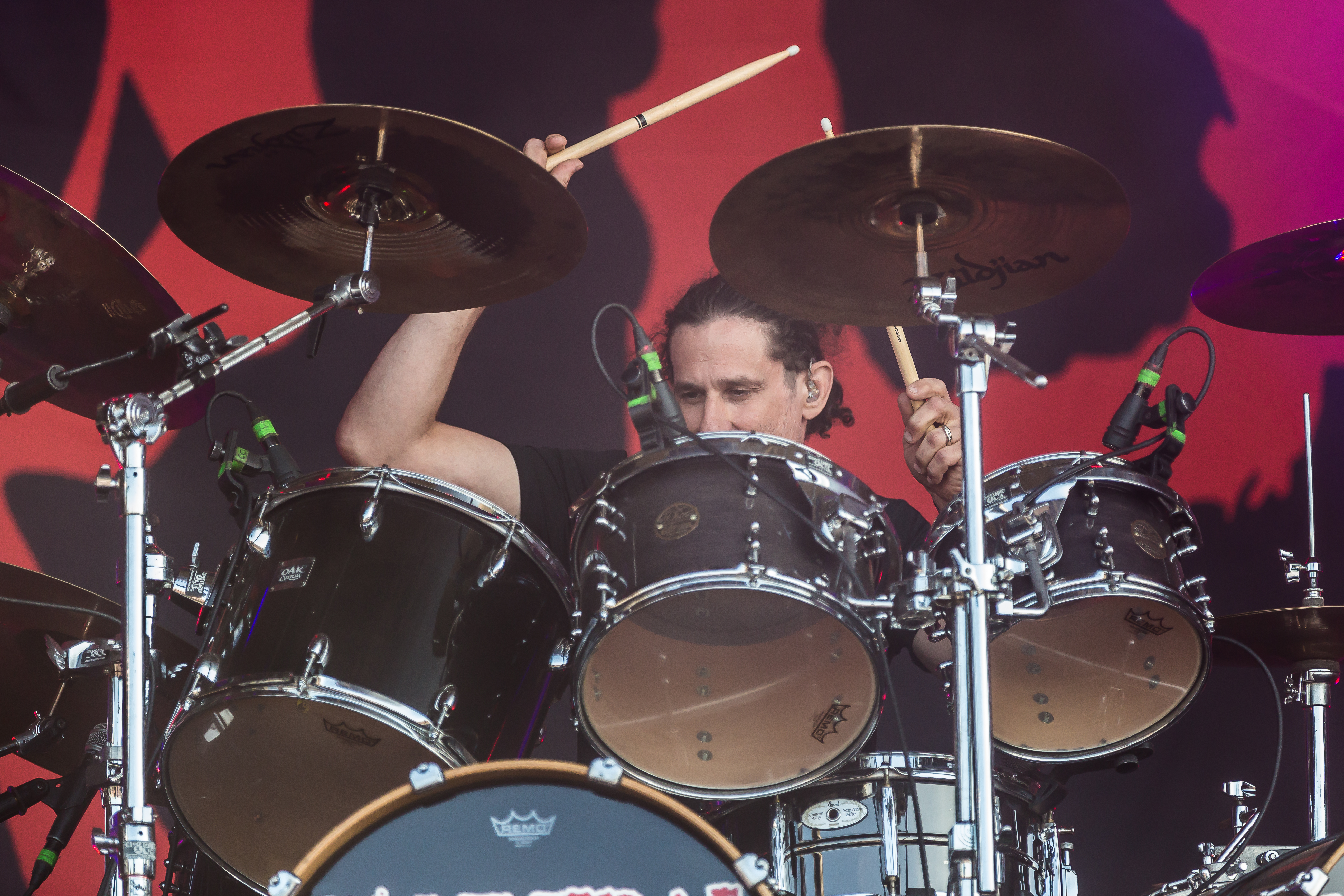
Schlagzeuger Paul Mazurkiewicz